# El Patronat (Premià de Mar)
El Patronat és un edifici de Premià de Mar (Maresme) protegit com a Bé Cultural d'Interès Local.

## Descripció
Es tracta d'un edifici civil format per una planta baixa, un pis i terrat. Té edificis adossats als dos murs laterals. Destaca la façana modernista, de línies sinuoses i corbes. Les dues portes estan emmarcades dins un cercle de motllures molt pronunciades, tallat només a la part inferior, i el coronament de l'edifici. A l'alçada del pis hi ha una petita tribuna.